# Katarina 1. af Rusland
Katarina 1. af Rusland (russisk: Екатерина I Алексеевна; tr. Jekaterina I Aleksejevna), (født polsk: Marta Helena Skowrońska, lettisk: Marta Elena Skavronska) (15. april 1684 – 17. maj 1727) var Peter den Stores anden hustru og kejserinde. Hun var også Peters medregent fra 1724, til han døde året efter.
Efter Peter den Stores død var hun regerende kejserinde af Rusland fra 1725 til sin død i 1727.

## Opvækst
Ifølge Voltaire var Katarina 1.'s liv næsten lige så ekstraordinært som Peter den Stores eget. Kun usikre og modstridende oplysninger er tilgængelige om hendes tidlige liv. Hun blev født i Jakobstadt i Hertugdømmet Kurland og Semgallen (i dag Jēkabpils i Letland) i en lokal bondefamilie. Hun var først gift med en svensk dragon, men blev taget til fange af russerne 1702. Hun var oprindeligt af livisk herkomst, født Marta Simuilovna Skavronskaja, men tog navnet Katarina, da hun konverterede til ortodoks kristendom i forbindelse med sit ægteskab til Peter den Store. Hun var analfabet og bonde. Peter havde mødt hende som husholderske hos sin ven fyrst Aleksandr Mensjikov, som hun var gravid med.

## Ægteskab
Katarina 1. konverterede til ortodoks kristendom for at blive gift med Peter den Store i 1712. Ægteskabet varede til Peter den Stores død i 1725.

## Beklædning
Peter den Stores fascination af vesten var ikke kun at se i militæruniformerne, men også i selskabslivet sås vestlig beklædning, og specielt Katarina iklædte sig tøj efter vestlige idealer.
Peter den Store blev kritiseret for at have delt Rusland i en vestlig elite og en traditionel majoritet. For folket var Katarina symbol på den vestlige elitære kultur. Især hendes beklædning skilte sig ud fra de klassiske russiske adeliges beklædningstradition. Førhen var tsarens hustruer mere tildækkede, men Katarina 1’s stil var mere moderne og vestlig. Hun var deltagende i både fester og andre arrangementer og blev kendt for at nyde fester og alkohol, ligeså meget som hendes mand.[kilde mangler]

## Børn
I Katarina 1. og Peter den Stores ægteskab fik hun 10 børn. Heraf overlevede kun to piger, Anne og Elizabeth. 

## Efter Peter den Stores død
I 1722 udstedte Peter den Store en lov, hvorefter zaren selv udnævnte den næste tronfølger. Han nåede dog ikke selv at udpege en efterfølger før sin død, den 8. februar 1725. Dermed var der mange kandidater i spil til at overtage tronen. Alexis’, Peter den Stores søn fra hans første ægteskab, efterlod sig en søn, Peter, som sammen med Katarina 1. var de to største kandidater til tronen. Peter 2’s niecer Katarina og Anne, døtre af hans halvbror, zar Ivan V, blev også set som kandidater.
Men på baggrund af Peter den Stores lov fra 1722, og da Peter havde ladet Katarina krone som kejserinde i 1724, blev Katarina udvalgt som zarina og kejserinde af Rusland.

## Katharinas regeringsperiode
Katarina regerede i to år og tre måneder, hvor fyrst Mensjikov, Peters ven og hendes tidligere partner spillede den ledende rolle i regeringen og som den vigtigste rådgiver til Katarina. I løbet af hendes korte regeringsperiode etablerede hun det Øverste Gehejmeråd, hvor hendes svigersøn hertug Karl Fredrik af Holsten-Gottorp blev leder. Under hendes regeringstid voksede spændingerne mellem Rusland og Danmark, da Karl Frederik ønskede en russisk-østrigsk alliance til støtte for den gottorpske del af Slesvig mod Danmark. Ved Katarinas død mistede Karl Frederik indflydelse, og konflikten med Danmark drev over.

## Død og tronfølgere
Katarina 1. døde to år efter sin mand, i 1727, i en alder af 43 år.
Efter at have været ved tronen i to år, skulle en ny tronfølger findes. Katarina 1. nåede selv at udpege Peter 2. til tronfølger. Peter 2. var barnebarn af Peter den Store og tiltrådte tronen som 12-årig, men han døde af mæslinger allerede som 15-årig. Herefter kom Anna Ivanova, Peter 1.’s niece, til magten og regerede fra 1730-1740.